# Đăk Jơ Ta
Đăk Jơ Ta là một xã cũ thuộc huyện Mang Yang, tỉnh Gia Lai, Việt Nam.
Xã Đăk Jơ Ta có diện tích 115.88 km², dân số năm 2006 là 2237 người, mật độ dân số đạt 19 người/km².

## Địa lý
Địa giới của xã trước khi có Nghị quyết số 1664/NQ-UBTVQH15 :
- Đông giáp xã Hra;
- Tây giáp xã Ayun;
- Nam giáp xã Hra;
- Bắc giáp huyện Đak Đoa và huyện Kbang.

## Lịch sử
Xã này được thành lập năm 2006 trên cơ sở một phần diện tích tự nhiên và dân số của xã Ayun.
Theo Nghị quyết số 1664/NQ-UBTVQH15 ra tháng 6 năm 2025, sáp nhập tỉnh Bình Định vào tỉnh Gia Lai. Giải thể huyện Man Yang, sáp nhập 2 xã của huyện là xã Đak Jơ Ta và xã Ayun thành xã Ayun mới.